# Challenger (Colombia)
CHALLENGER S.A. es una compañía colombiana de electrodomésticos. Opera en la línea de refrigeración, equipos de sonido, lavadoras, estufas y televisores. Cuenta con cuatro plantas de producción en Colombia.
En 2023 representó el 18% del comercio de electrodomésticos en Colombia.

## Historia
En 1966, fue fundada INELSO (Industria Electrónica del Sonido) para ensamblar y comercializar radios de la marca NEC.
En 1976 se construyó la planta de carpintería, metalmecánica y electrodomésticos. En 1979 inicia la fabricación de equipos de sonido.
En 1990, se inauguró una nueva fábrica con la denominación de UNILEMH.
En 1994, inicia la producción de refrigeración.
En el año 2000, se unificaron todas las unidades de producción bajo la denominación "Challenger".